# Eudemos von Alexandria
Eudemos von Alexandria (altgriechisch Εὔδημος Eúdēmos) war ein griechischer Arzt und bedeutender Anatom des 3. Jahrhunderts v. Chr.
Er gehörte mit Herophilos und Erasistratos zu der von Ptolemaios I. 320 v. Chr. gestifteten Anatomieschule in Alexandria. Von seinen Schriften sind nur Fragmente überliefert. Diese behandeln die Bauchspeicheldrüse, die Gefäße beim Embryo, Knochen und Terminologie.